# Karlo XIII. Švedski
Karlo XIII. (Stockholm, 7. listopada 1748. – Stockholm, 5. veljače 1818.), švedski kralj od 1809. do 1818. i norveški kralj (kao Karlo II.) od 1814. do 1818. godine. Pripadnik je kraljevske dinastije Holstein-Gottorp, mlađeg ogranka danske dinastije Oldenburg.

## Životopis
Rodio se kao drugi sin švedskog kralja Adolfa Fridrika († 1771.) i Lujze Ulrike Hohenzollern. Brat i očev nasljednik, Gustav III. (1771. – 1792.) imenovao ga je knezom Södermanlanda. Tijekom rusko-švedskog rata (1788. – 1790.), vršio je dužnost admirala flote. Nakon bratova ubojstva 1792. godine, obnašao je dužnost regenta (1792. – 1796.) u ime maloljetnog nećaka Gustava IV. Adolfa. Kada je 1809. godine Gustav III. zbačen s prijestolja zbog svoje neuspješne politike u vrijeme Napoleonskih ratova, Karlo je proglašen novim kraljem. Uveo je konstitucionalnu monarhiju.
Mirom u Fredrikshamnu 1809. godine morao je Rusima prepustiti Finsku i Ålandsko otočje. Godine 1814. postao je i kralj Norveške. Budući da nije imao zakonite muške djece, švedski parlament je proglasio prijestolonasljednikom danskog princa Kristijana Augusta (Karlo August), a poslije njegove prerane smrti, kralj je imenovao prijestolonasljednikom francuskog maršala Jeana-Baptistea Bernadottea, koji ga je 1818. godine naslijedio na prijestolju.